# سابينه هوسنفلدير
سابينه هوسنفلدير (من مواليد 18 سبتمبر 1976) هي عالمة فيزياء نظرية ألمانية، ومؤلفة، وموسيقية تبحث في الجاذبية الكمومية. وهي زميلة باحثه في معهد فرانكفورت للدراسات المتقدمة حيث تقود مجموعة Superfluid Dark Matter . وهي مؤلفة كتاب ضائع في الرياضيات: كيف يؤدي الجمال إلى ضلال الفيزياء ، الذي يستكشف مفهوم الأناقة في الفيزياء الأساسية وعلم الكونيات.

## التعليم
أكملت هوسنفلدير شهادتها الجامعية بامتياز في عام 1997 في جامعة غوته في فرانكفورت في فرانكفورت أم ماين. بقيت هناك للحصول على درجة الماجستير، وكتبت أطروحة تحت إشراف والتر غرينر بعنوان «إنتاج الجسيمات في مجالات الجاذبية المعتمدة على الوقت»، والتي أكملتها في عام 2000. حصلت هوسنفلدير على درجة الدكتوراه من نفس المؤسسة في عام 2003، عن أطروحة «الثقوب السوداء في أبعاد كبيرة إضافية» تحت إشراف هورست شتوكر.

## البحوثات
بقيت هوسنفلدير في ألمانيا حتى عام 2004 كباحث ما بعد الدكتوراه في مركز مركز هلمهولتز لبحوث الأيونات الثقيلة في دارمشتات، ألمانيا. انتقلت إلى الولايات المتحدة الأمريكية وأكملت زمالات بحثية في جامعة أريزونا في توكسون، جامعة كاليفورنيا في سانتا باربرا ثم معهد بيريميتر في كندا. التحقت بمعهد نورديتا للفيزياء النظرية بالسويد عام 2009 كأستاذ مساعد. في عام 2018 كانت زميلة أبحاث في معهد فرانكفورت للدراسات المتقدمة.
ينصب اهتمام هوسنفلدير البحثي على ظاهرة الجاذبية الكمية. رَكَّزَت على دور ثبات لورنتز و مبدأ المحلية، والتي من شأنها أن تتغير في اكتشاف الجاذبية الكمومية. حاولت هوسنفلدير إيجاد دليل تجريبي على الجاذبية الكمية. منذ عام 2007 وهي تشارك في سلسلة المؤتمرات السنوية «البحث التجريبي عن الجاذبية الكمية». أنشأت هوسنفلدير عددًا من مقاطع فيديو يوتيوب لاستكشاف الموضوع. عملت في معهد فرانكفورت للدراسات المتقدمة منذ عام 2015، حيث تقود مجموعة الأنظمة التناظرية لمزدوجات الجاذبية. مجال آخر من أبحاثها هو أسس ميكانيكا الكم، حيث جادلت ضد حرية الإرادة لصالح الحتمية الفائقة.
أجرت هوسنفلدير أيضًا أبحاثًا منذ عام 2008 على الأقل حول كيفية تغيير التكنولوجيا لقدرة الباحثين على نشر أبحاثهم أو مناقشتها أو نشرها، عندما شاركت في تنظيم ورشة عمل العلم في القرن الحادي والعشرين.

## المشاركة العامة والإنجازات العلمية
تعمل هوسنفلدير ككاتبه أيضاً في العلم الشعبي تحتفظ بمدونة منذ عام 2006. تساهم في عمود فوربس "Starts with a Bang"  بالإضافة إلى مجلة Quanta ،  New Scientist ،  فيزياء الطبيعة ،  ساينتفك أمريكان،  Nautilus Quarterly  وفيزياء اليوم. لإظهار بعض الفجوات في حجة ادعاء فيرليند بأن الجاذبية هي قوة إنتروبية، اشتقت  صيغة فيرليند لقانون نيوتن للجاذبية الكونية باستخدام شكل جديد من معادلة التباين الحتمي التي تقلل من إنتروبيا بيكينشتاين - هوكينغ عند الثقب الأسود أفق الحدث. في عام 2016، عرضت هوسنفلدير عمل كمستشارة فيزياء على مدونتها مقابل 50 دولارًا أمريكيًا لمدة عشرين دقيقة من المناقشة - واضطرت إلى لتوظيف خمسة فيزيائيين إضافيين للتعامل مع زيادة الطلب. في عام 2017، أنشأت بطاقات تضم رواد فيزياء الكم. نقلت لايف ساينس و صحيفة الغارديان عن هوسنفلدير كسلطة عند محاولتهما تقييم أهمية المنشور العلمي الأخير لستيفن هوكينغ.
دار بيسك بوكس هو الناشر لكتاب هوسينفيلدر الأول، ضائع في الرياضيات: كيف يؤدي الجمال إلى ضلال الفيزياء ، الذي صدر في يونيو 2018. وصفته مراجعة في مجلة نيتشر بأنها «استفزازية»،  وقد وصف فرانك ويلكزك هوسنفلدير بأنها «شخصية مكثفة ومتشددة فكريًا»، على الرغم من أنه اختلف معها «في العديد من النقاط في الكتاب». لخص بيتر ووت موضوع الكتاب على النحو التالي:
توضح هوسنفلدير في نقاط مختلفة أن ما يقلقها هو أن الفيزيائيين أصبحوا عالقين بسبب مفاهيم قديمة عن «الجمال»، بينما في نفس الوقت لا تزال تعتقد أن الأفكار الجديدة الناجحة ستأتي مع شكلهم الجديد من «الجمال».
هوسنفلدير مدعوه أيضًا لإجراء محادثات حول «ما هو الخطأ في الفيزياء» على سبيل المثال.
نُشر كتابها لعام 2018، ضائع في الرياضيات ، باللغة الألمانية بعنوان Das hässliche Universum (الكون القبيح). تفترض هوسنفلدير أن الكون (ونموذج الجسيمات الخاص به) فوضوي، ولا يمكن وصفه بنظرية رياضية كبرى (جميلة) موحدة.
لديها حاليًا (اعتبارًا من عام 2021) قناة على يوتيوب (مُسماه بـ "Science without the gobbledygook").

## قائمة المؤلفات
- سابينه هوسنفلدير، ضائع في الرياضيات: كيف يؤدي الجمال إلى ضلال الفيزياء ، كتب أساسية، يونيو 2018.
- سابينه هوسنفلدير وستايسي إس ماكجاه، «هل المادة المظلمة حقيقية؟ جمع علماء الفيزياء الفلكية ملاحظات يصعب تفسيرها باستخدام المادة المظلمة. لقد حان الوقت للتفكير في أنه قد يكون هناك المزيد من الجاذبية مما علمنا إياه أينشتاين»، ساينتفك أمريكان ، vol. 319، no. 2 (أغسطس 2018)، pp. 36–43.

## روابط خارجية
- Sabine Hossenfelder's personal website
- Sabine Hossenfelder's channel on YouTube